# Gazophyla

Localisation de Cirta dans l'Afrique romaine.

Gazophyla est le nom d'une ancienne ville de Numidie, citée par l'historien byzantin Procope de Césarée dans son Histoire de la guerre contre les Vandales, au milieu du VIe siècle.
Située selon Procope à deux journées de Cirta (l'actuelle Constantine), Gazophyla fut en 536 le lieu de ralliement des partisans de Stotzas, un ancien soldat byzantin qui s'était révolté contre l'Empire et qui souhaitait créer un État indépendant en Afrique, et qui fut rejoint dans cette ville par des déserteurs byzantins.
Gazophyla était probablement la ville romaine de Gadiaufala, correspondant aujourd'hui à la commune algérienne de Ksar Sbahi, située dans la wilaya d'Oum El-Bouaghi.
Selon l'historien allemand Konrad Mannert, Gazophyla signifiait « garde-trésor, trésorerie » en grec, et désignait le lieu où l'on gardait les fonds publics. Pour Mannert, Gazophyla était l'ancien fort romain de Turris Caesaris (« Tour de César »), situé sur la voie reliant Sigus à Cirta.

## Source primaire
- Procope de Césarée, Histoire de la guerre contre les Vandales, Livre II, chapitre XV, 6 (« Stotzas corrompt les soldats et trompe les chefs »).